# العلاقات اليونانية الكوبية
العلاقات اليونانية الكوبية هي العلاقات الثنائية التي تجمع بين اليونان وكوبا.

## مقارنة بين البلدين
هذه مقارنة عامة ومرجعية للدولتين:
| وجه المقارنة                                              | اليونان                                                                             | كوبا                              |
| --------------------------------------------------------- | ----------------------------------------------------------------------------------- | --------------------------------- |
| المساحة (كم2)                                             | 131.96 ألف                                                                          | 109.88 ألف                        |
| عدد السكان (نسمة)                                         | 10.76 مليون                                                                         | 11.48 مليون                       |
| الكثافة السكانية (ن./كم²)                                 | 81.54                                                                               | 104.48                            |
| العاصمة                                                   | أثينا، نافبليو                                                                      | هافانا                            |
| اللغة الرسمية                                             | لغة يونانية، اليونانية الديموطيقية ‏                                                 | اللغة الإسبانية                   |
| العملة                                                    | يورو، دراخما، فينيكس يوناني ‏                                                        | بيزو كوبي، بيزو كوبي قابل للتحويل |
| الناتج المحلي الإجمالي (بليون دولار)                      | 200.29 مليار                                                                        | 87.13 مليار                       |
| الناتج المحلي الإجمالي (تعادل القوة الشرائية) بليون دولار | 285.45 مليار                                                                        |                                   |
| الناتج المحلي الإجمالي الاسمي للفرد دولار أمريكي          | 18.00 ألف                                                                           |                                   |
| الناتج المحلي الإجمالي للفرد دولار أمريكي                 | 26.85 ألف                                                                           |                                   |
| مؤشر التنمية البشرية                                      | 0.865                                                                               | 0.769                             |
| رمز المكالمات الدولي                                      | +30                                                                                 | +53                               |
| رمز الإنترنت                                              | .gr                                                                                 | .cu                               |
| المنطقة الزمنية                                           | توقيت شرق أوروبا، ت ع م+02:00، ت ع م+03:00، توقيت شرق أوروبا الصيفي ‏، أوروبا/أثينا ‏ | 00                                |

## مدن متوأمة
في ما يلي قائمة باتفاقيات التوأمة بين مدن يونانية وكوبية:
- ترتبط أثينا مع هافانا باتفاقية توأمة منذ 18 سبتمبر 1991.

## منظمات دولية مشتركة
يشترك البلدان في عضوية مجموعة من المنظمات الدولية، منها:
| علم المنظمة | اسم المنظمة                   | تاريخ انضمام اليونان | تاريخ انضمام كوبا |
| ----------- | ----------------------------- | -------------------- | ----------------- |
|             | يونسكو                        | 4 نوفمبر 1946        | 29 أغسطس 1947     |
|             | منظمة حظر الأسلحة الكيميائية  | ?                    | ?                 |
|             | منظمة التجارة العالمية        | 1995                 | ?                 |
|             | الاتحاد البريدي العالمي       | ?                    | ?                 |
|             | منظمة الشرطة الجنائية الدولية | ?                    | ?                 |
|             | الأمم المتحدة                 | 25 أكتوبر 1945       | 24 أكتوبر 1945    |
|             | الاتحاد الدولي للاتصالات      | 1866                 | 16 يناير 1918     |
|             | المنظمة الهيدروغرافية الدولية | ?                    | ?                 |

## وصلات خارجية
- موقع وزارة الخارجية اليونانية
- موقع وزارة الخارجية الكوبية